# پیتزای کلرادویی
پیتزای کلرادویی (انگلیسی: Colorado-style pizza) که پیتزا کلرادو یا پای کوهستان کلرادو نیز نامیده می‌شود، نوعی پیتزا است که با پوسته‌ای ضخیم و بافته شده با مقادیر زیادی سس و پنیر درست می‌شود. این غذا به طور سنتی پوندی (همانند کیلویی) سرو می شود  و یک طرف آن عسل به عنوان چاشنی حضور دارد.